# NGC 3991
NGC 3991 is een onregelmatig sterrenstelsel in het sterrenbeeld Grote Beer. Het hemelobject werd op 5 februari 1864 ontdekt door de Duits-Deense astronoom Heinrich Louis d'Arrest.

## Burnham 918
Vanaf de aarde gezien bevinden de stelsels NGC 3991, NGC 3994, en NGC 3995 zich schijnbaar zeer dichtbij de dubbelster Burnham 918 (β 918, HD 103928). Amateurastronomen kunnen deze dubbelster aanwenden als gidsobject om, met behulp van telescopen, op zoek te gaan naar de groep van drie sterrenstelsels.

## Synoniemen
- UGC 6933
- IRAS 11549+3237
- MCG 6-26-60
- KCPG 311A
- ZWG 186.73
- HARO 5
- Arp 313
- VV 523
- KUG 1154+326
- PGC 37613